# Villardefrades
Villardefrades est une commune de la province de Valladolid dans la communauté autonome de Castille-et-León en Espagne.

## Sites et patrimoine
Les édifices notables de la commune sont :
- Église paroissiale San Cucufate ;
- Église San Andrés, de style néoclassique, inachevée.

Église San Andrés
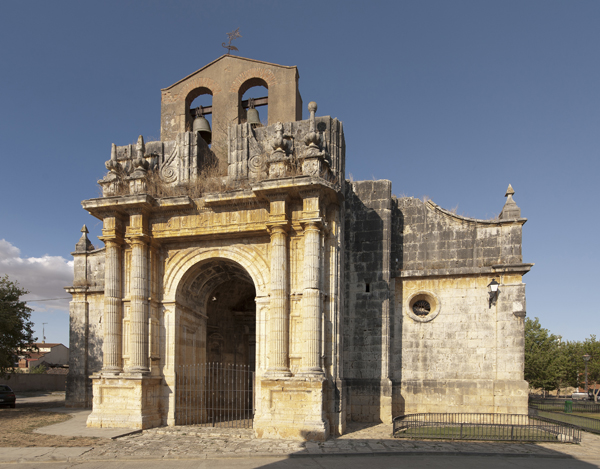
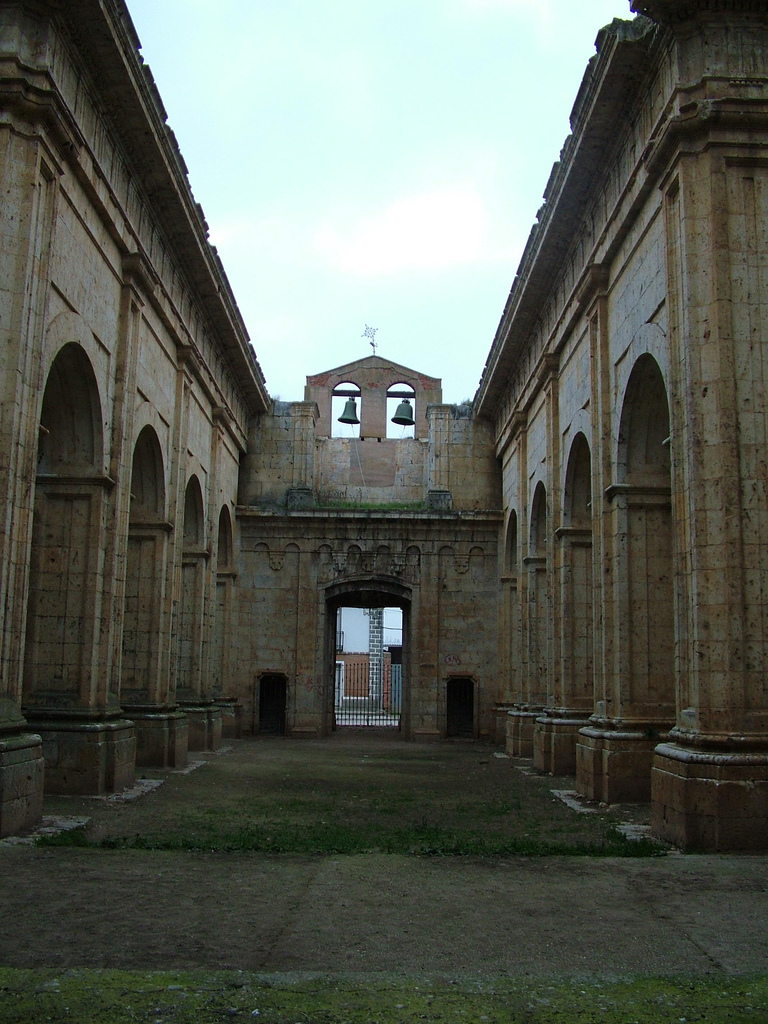
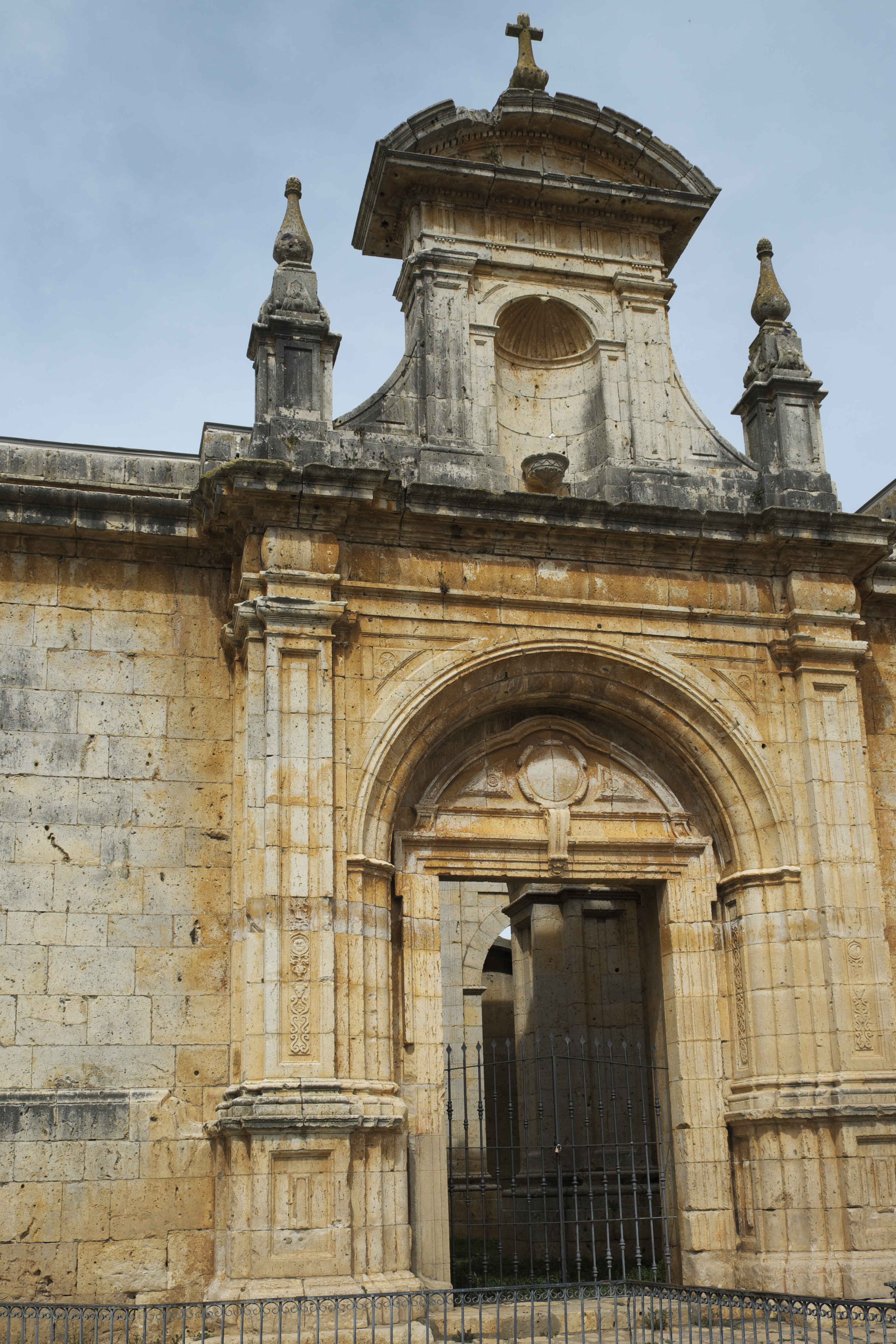